# Захарие, Георг Карл Христиан
Георг Карл Христиан Захарие (дат. Georg Karl Christian Zachariae; 5 ноября 1835, Копенгаген — 15 мая 1907, Клампенборг) — датский геодезист.
Служил сначала в пехоте, а в 1861, по окончании курса Военной академии, переведён в Генеральный штаб и принимал участие в датской войне 1864. Назначенный в 1866 профессором топографии и геодезии в Военной академии, посвятил себя научной деятельности, причём в летние месяцы участвовал во многих астрономических и геодезических работах. С 1884 был директором градусного измерения (gradmaalingen) и членом постоянной комиссии Международной ассоциации геодезии. Кроме мелких статей в научных журналах, Захарие напечатал: «Laerebog и Theorien om de mindste Kvadraters Methode» (два издания, 1871 и 1887) и «De geodaetiske Hovedpunkter og deres Koordinater» (1876). Последнее небольшое, но весьма ценное сочинение издано в немецком переводе Лампа в 1878 в Берлине, под заглавием: «Die geodätischen Hauptpunkte und ihre Coordinaten».